# Hypericum scopulorum
Hypericum scopulorum là một loài thực vật có hoa thuộc họ Clusiaceae.
Loài này chỉ có ở Yemen.
Môi trường sống tự nhiên của chúng là vùng cây bụi khô khu vực nhiệt đới hoặc cận nhiệt đới và vùng nhiều đá.